# Undeuchaeta plumosa
Undeuchaeta plumosa är en kräftdjursart som först beskrevs av Lubbock 1856.  Undeuchaeta plumosa ingår i släktet Undeuchaeta och familjen Aetideidae. Inga underarter finns listade i Catalogue of Life.